# Асахи (вулкан)
Аса́хи (яп. 旭岳 Асахидакэ, «Пик Асахи») или Асахи-Таке — вулкан на японском острове Хоккайдо. Является частью национального парка Тайсецудзан и популярным туристическим объектом.
Асахи — самая высокая гора Хоккайдо, его высота составляет 2291 м. В настоящее время вулкан является слабо активным — последнее извержение произошло в 1739 году. Однако на его склонах продолжается активное выделение горячих газов.